# CAR 816突擊步槍
CAR 816（又稱：卡拉卡爾蘇丹；簡稱：蘇丹）是一款由阿拉伯联合酋长国Tawazun Holding企業位於阿布扎比的槍械製造分公司卡拉卡爾國際公司所生產的氣動式、彈匣供彈型突擊步枪，發射5.56×45毫米北約口徑北約口徑制式步槍子彈。
該款步槍又被稱為蘇丹，以紀念在沙特领导的干预也门行动當中陣亡（KIA）的阿聯酋蘇丹穆罕默德·阿里·基比上校。
CAR 816是目前阿拉伯聯合酋長國武裝部隊的主要步兵突擊步槍。

## 背景
卡拉卡爾CAR 816與黑克勒&科赫HK416有著相同的血統。CAR 816的主要槍械設計師是羅伯特·希特（Robert Hirt）和克里斯·西羅斯（Chris Sirois）。希特在HK416的研發過中發揮了重要作用。在黑克勒&科赫工作之後，希特受到西格&紹爾所聘請，並且與當時西格的槍械設計師克里斯·西羅斯一起研製了HK416的改進型版本： SIG SG 516。然後，卡拉卡爾招募了希特和西羅斯，並且研製一款比HK416和SIG516更為優秀的步槍。由此創造了CAR 816。

## 衍生型
這款武器具有三種槍管長度：267毫米（10.51英寸）槍管的緊湊型突擊步槍型；368毫米（14.49英寸）槍管的卡賓槍型；以及406毫米（15.98英寸）槍管的突擊步枪型。
提供給阿聯酋武裝部隊的制式步槍以上有著紀念蘇丹穆罕默德·阿里·基比上校的雕刻。

## 使用國
現行
- 衣索比亞
  - 共和國衛隊
- 德国：由旗下當地子公司海內爾生產，在2020年以其基礎的MK 556曾獲選為德國聯邦國防軍制式步槍，但其後因H&K控告政府相關決定不公平勝訴而被取消。
- 印度尼西亞
  - 印尼陸軍特種部隊司令部（英语：Kopassus）
- - 哈薩克國家安全委員會獅子特種部隊
- ：多產機工（다산기공）代工生产[5][6]；並參考修改出DSAR-15P系列。
  - 大韓民國海洋警察廳海洋警察特攻隊（採用原版CAR-816）
  - 大韓民國海軍特戰戰團（採用原版CAR-816）
- 马来西亚：將預定在當地授權生產並裝備軍隊，以取代M4卡賓槍[7]。
  - 馬來西亞軍隊
- 阿联酋
  - 阿聯酋軍隊：為制式步槍。

中止
- 印度 ：2018年預計購買95,000枝[8]，但在2020年因國防自主政策取消訂單[9]。

## 資料來源
1. 1 2  . Gulf News. 21 February 2017  [3 October 2018]. （原始内容存档于2018-10-03）.
2. ↑  . Gulf News. 26 February 2015  [3 October 2018]. （原始内容存档于2018-10-03）.
3. ↑  .   [2020-01-23]. （原始内容存档于2019-10-31）.
4. ↑  . military-today.com.   [3 October 2018]. （原始内容存档于2018-11-18）.
5. ↑  . Chosun Biz. 2016-10-04. （原始内容存档于2019-12-20）.
6. ↑  .   [2019-02-12]. （原始内容存档于2019-01-26）.
7. ↑  Malaysian Defence - Next Change, New Army Assault Rifles?
8. ↑  . India Today. 29 September 2018  [3 October 2018]. （原始内容存档于2019-04-21）.
9. ↑  Pubby, Manu. . The Economic Times.   [2020-09-16]. （原始内容存档于2021-08-17）.

## 外部連接
- （英文）—Caracal International LLC.
- （英文）—CAR 816 manufacturer specifications
- （简体中文）—D Boy Gun World（槍炮世界）—CAR 816（页面存档备份，存于）